# Georg Lienbacher (Politiker)

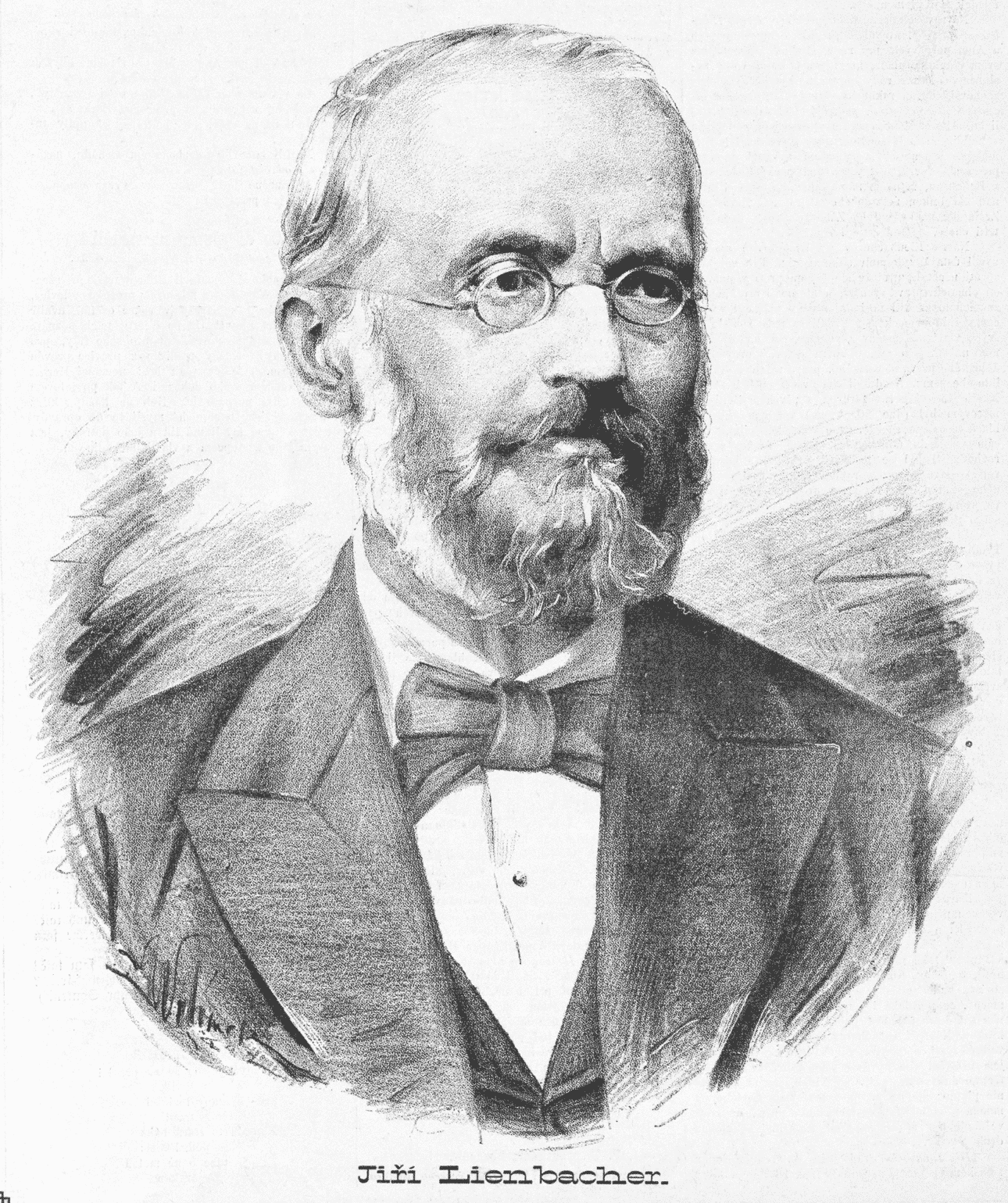
Georg Lienbacher (Jan Vilímek 1882)

Georg Lienbacher (* 18. April 1822 in Kuchl, Herzogtum Salzburg; † 14. September 1896 in Salzburg) war ein österreichischer Jurist und Politiker.

## Biografie
Lienbacher wurde als Kleinhäuslersohn geboren und konnte durch ein von der Stadt Hallein zu vergebendes Stipendium aus der Siebenstädter-Stiftung an der Wiener Universität Jurisprudenz studieren. Der ungarischen Sprache mächtig, diente er 1854 als Staatsanwalt in Ofen (Buda), wurde anschließend Chef der Staatsanwaltschaft Wien und Gesetzgebungsreferent im Justizministerium. 1870 wurde er Oberlandesgerichtsrat in Wien, 1880 Hofrat beim Obersten Gerichts- und Kassationshof und 1882 Mitglied des Reichsgerichts. Gemeinsam mit Ferdinand von Lentner war er Herausgeber der zwischen 1869 und 1877 erschienenen Zeitschrift Oeffentliche Sicherheit.
Ab 1870 war Lienbacher auch in der Politik tätig und vertrat bis zu seinem Tode die Salzburger Märkte Golling an der Salzach, Abtenau und Kuchl im Salzburger Landtag und ab 1873 die Wählerkurie der Landgemeinden des Flachgaus bzw. des neu gegründeten Tennengaus im Reichsrat. Er galt als Katholisch-Konservativer und zeigte sich unter anderem bei der Erweiterung des Wahlrechts auf die „Fünfguldenmänner“ durch die „Lex Zeithammer-Lex Lienbacher“ (1882) erfolgreich. Mit seiner Politik stand er immer mehr im Gegensatz zu jener des Ministerpräsidenten Graf Eduard Taaffe sowie des „Eisernen Ringes“. Die Gründung eines „Agrarklubs“ (1884) und einer „Freien Agrarvereinigung“ (1891) sollten der politischen Isolation gegensteuern.
Im Kronland Salzburg stieg Lienbacher rasch zum Führer der konservativen Landtagsfraktion als auch zur bestimmenden Persönlichkeit im Landtag auf und dominierte als Obmann des Verwaltungs- und Verfassungsausschusses ab 1879 die wesentlichen Materien und Debatten. Sein Hauptaugenmerk richtete er dabei neben den sozialen Fragen seiner Zeit auf die Wiedererrichtung der Universität Salzburg als freie katholische Hochschule. Mit seiner Politik geriet er auch in Salzburg zunehmend in Gegensatz zu Landeshauptmann Carl Graf Chorinsky, was schließlich 1887 zur Abspaltung von den Konservativen und zur Gründung des eigenständigen Zentrumsklubs führte. Daneben fand er im Agrarverein (1883), im Universitätsverein (1884) und in der Landwirtschaftsgesellschaft (1888) ein breites Betätigungsfeld. 
Nach den Landtagswahlen von 1890 etablierte Lienbacher die Deutschkonservative Mittelpartei als „drittes Lager“ zwischen Konservativen und Liberalen. Im Vordergrund der Partei standen landwirtschaftliche Interessen, als Parteiorgan wurde der „Volksfreund“ ins Leben gerufen. 
Das Attribut „Herzog von Salzburg“ sowie 43 Ehrenbürgerschaften von Salzburger Gemeinden (nicht jedoch der Stadt Salzburg) zeugen von der Wertschätzung durch die Mitbürger seiner Zeit. Nach seinem Ableben wurde er auf dem Salzburger Kommunalfriedhof beigesetzt.
Seit 1887 war er Ehrenmitglied der katholischen Studentenverbindung KDStV Ferdinandea Prag.